# Miquihuana
Miquihuana is een geslacht van kevers uit de familie van de loopkevers (Carabidae). De wetenschappelijke naam van het geslacht is voor het eerst geldig gepubliceerd in 1982 door Barr.

## Soorten
Het geslacht Miquihuana is monotypisch en omvat slechts de volgende soort:
- Miquihuana rhadiniformis Barr, 1982